# Converse (Indiana)
Converse es un pueblo ubicado en el condado de Miami en el estado estadounidense de Indiana. En el Censo de 2010 tenía una población de 1265 habitantes y una densidad poblacional de 543,29 personas por km².

## Geografía
Converse se encuentra ubicado en las coordenadas 40°34′44″N 85°52′26″O / 40.57889, -85.87389. Según la Oficina del Censo de los Estados Unidos, Converse tiene una superficie total de 2.33 km², de la cual 2.32 km² corresponden a tierra firme y (0.33%) 0.01 km² es agua.

## Demografía
Según el censo de 2010, había 1265 personas residiendo en Converse. La densidad de población era de 543,29 hab./km². De los 1265 habitantes, Converse estaba compuesto por el 97.47% blancos, el 0.08% eran afroamericanos, el 0.24% eran amerindios, el 0.08% eran asiáticos, el 0.08% eran isleños del Pacífico, el 1.11% eran de otras razas y el 0.95% pertenecían a dos o más razas. Del total de la población el 4.19% eran hispanos o latinos de cualquier raza.